# Битка при Баница
Вижте пояснителната страница за други значения на Битка при Баница.
Битката при Баница е еднодневен въоръжен сблъсък между чета на Вътрешната македоно-одринска революционна организация, водена от Гоце Делчев и турски аскер, воден от майор Хюсеин Тефиков в село Баница, Сярско, на 4 май 1903 година, при който лидерът на ВМОРО Делчев загива.

## На път за село Баница
През март 1903 година четата на Гоце Делчев взривява моста на река Ангиста, намиращ се на железопътната линия Солун – Одрин. Разрушени са железопътен мост на река Ангиста и тунел, прекъснати са телеграфните връзки по линията Цариград – Солун. Тази акция е първият опит да се внесе нов анархотерористичен елемент в тактиката на ВМОРО, като целта е да се засегнат инвестициите на западните държави в Османската империя, а чрез тях да предизвика интереса им към разрешаване на македонския въпрос.
След много дискусии, ВМОРО решава да започне въоръжено въстание. Гоце Делчев е против прибързани въоръжени действия, защото познава обстановката и смята, че без българска подкрепа може да се стигне до поражение, но след идването си в Македония се среща със завърналия се от заточение Даме Груев. Двамата решават, че след като решението е взето (без да е било консултирано с Делчев и Груев) и разпратено по окръзите, връщане назад не може да има и Делчев се подчинява на общото решение.

## Битката
На 3 май същата година, на път за среща с водачите на революционния окръг в Сяр четата и Делчев решават да пренощуват в село Баница, Сярско. На следващата сутрин те са изненадващо обкръжени от потеря, командвана от майор Хюсеин Тефиков, който през нощта на 3 срещу 4 май блокира селото по сигнал, че там нощуват комити. Според местна легенда, преди това той неколкократно сигнализира четата за приближаването на потерята със стрелба, но това предупреждение не е разбрано.
По негов знак четата прави опит да се оттегли незабелязано към спасителните склонове на планината. Целта изглежда достижима, докато не попадат в засада.
Делчев е улучен от куршум, изстрелян при залповата стрелба на турските войници. След 15-часово сражение, от четата на Делчев загиват Димитър Гущанов, Евстати Арнаутчето, Стефчо Търлишянчето от Търлис и Консулата от Волак, а Георги Савеклията от Савек е тежко ранен и заловен от турците. Останалите от четата на Делчев успяват да избягат от селото.

## Тленни останки на Гоце Делчев
След като Тефиков забранява на хората си да се гаврят с труповете на Делчев и неговите четници, останките им за кратко са изпратени в Сяр и разпознати от местната власт, след което те са погребани в общ гроб в лобното им място село Баница. Костите на Гоце Делчев са пренесени по време на Първата световна война в България от Михаил Чаков и до 1946 година се пазят в урна в Илинденската организация. След Деветосептемврийския преврат от 1944 година България сменя политиката си по македонския въпрос и под натиск от СФР Югославия и директен натиск от страна на СССР, БКП предава костите на Гоце Делчев на Скопие по време на започналата културна автономия на Пиринска Македония. След 1948 година България постепенно започва да се връща към старата си теза, че македонците са българи, но вече е прекалено късно, тъй като в Югославия историографията вече приема Гоце Делчев за македонски национален герой, като същевременно и днес в Скопие (днешна Северна Македония) се внушава, че Гоце Делчев е македонец и че е убит не без политическата намеса на България, а самите кости на войводата са в град, който той никога не е посещавал (Скопие) и служат за кауза, която Делчев никога не е изповядвал.

## Баница след Междусъюзническата война
През Междусъюзническата война от 1913 година родния град на Гоце Делчев Кукуш и лобното му място – село Баница, са опожарени от гръцката армия, населението им е избито или прогонено в България, а самото село Баница е присъединено към Гърция и е прекръстено на „Карие“ през 1922 година. Днес селото е изоставено и е в развалини. Единствената запазена сграда е камбанария, издигната над селото през 1883 година, на която ясно личи надпис на български език с името на строителя ѝ – „Мастора Георги Диму[в] Жилюв“.
Запазена е също източната стена на църквата, на която се различават ясно останки от стенописите. До олтара на църквата е бил разположен първият гроб на Гоце Делчев, от 1906 до 1917 година. По българска инициатива и с разрешението на гръцките власти през юли 2013 година е поставена паметна плоча на лобното място на Гоце Делчев.